# Keren Regal
Keren Regal (hebr. קרן רגאל; ur. 23 stycznia 1977 w Chefci-Bah) – izraelska pływaczka.

## Kariera
Pływanie zaczęła uprawiać w wieku 8 lat.
W 1992 wystąpiła na igrzyskach olimpijskich, na których wystartowała w trzech konkurencjach: na 50 m stylem dowolnym oraz 200 i 400 m stylem zmiennym. We wszystkich konkurencjach odpadła w eliminacjach. Na 50 m stylem dowolnym wygrała swój wyścig eliminacyjny z czasem 27,93 s, co dało jej 41. miejsce w klasyfikacji końcowej. Na 200 m stylem zmiennym zajęła ostatnie, 7. miejsce w swoim wyścigu eliminacyjnym z czasem 2:27,85 s, co dało jej 37. pozycję w klasyfikacji generalnej. Na dwukrotnie dłuższym dystansie była 6. w swoim wyścigu eliminacyjnym z czasem 5:07,97 s, co dało jej 29. lokatę w klasyfikacji końcowej. Jest najmłodszym izraelskim olimpijczykiem.
W 1994 zakończyła karierę.

## Po zakończeniu kariery
Ukończyła studia weterynaryjne na Uniwersytecie Hebrajskim. Od 2011 pracuje w jednej z jerozolimskich lecznic.

## Życie prywatne
Ma starszą siostrę Lilę Ariel, która także pływała (była mistrzynią kraju).